# Два Китая
Два Китая (на китайски: 兩個中國; на пинин: liǎng gè Zhōngguó; на китайски: 两个中国; на пинин: liǎng gè Zhōngguó) е терминологичен израз за означение на de facto съществуващите паралелни държави с името „Китай“, които са съответно на континента Азия, и на остров Тайван :
- Китай, т.е. така както e de jure за република България, като към Китай спадат и два административни района с наследен по силата на международни споразумения - специален статут, а именно Хонконг и Макао.
- Тайван, т.е. острова на който пребивава Гоминдана след като е разгромен в гражданската война в страната след края на ВСВ, като властта му се разпрострира и над още няколко по-малки близки острова. Главен град - Тайпе. [2].